# Henning Ejner Carl Anphin Elbrus
Henning Ejner Carl Anphin Elbrus, med dæknavnet Mogens Thagaard (15. november 1917 – 27. oktober 1944) var en dansk modstandsmand. Han var medlem af modstandsgruppen BOPA.
Den 27. oktober 1944 blev han forsøgt anholdt af det tyske politi Gestapo ved sit eget hus. Han flygtede ind i huset, hvor han hentede en pistol, gik udenfor huset med pistolen, hvorefter han blev dødeligt såret af skud fra en tysk maskinpistol. Det lykkedes for ham, at slæbe sig ned i kælderen, hvor han kort efter skød sig selv, eftersom han ikke ville fanges i live.
I 1945 blev han begravet på Bispebjerg Kirkegård.